# Wigan Athletic Football Club
O Wigan Athletic Football Club é um time de futebol da Inglaterra com sede em Wigan, na Grande Manchester, no norte da Inglaterra. Após a compra do time pelo torcedor do clube e também grande empresário, Dave Whelan, o time começou a alavancar sua história e na temporada 04/05 terminou a EFL Championship em 2° lugar, conseguindo sua primeira promoção para a Premier League (Primeira Divisão Inglesa) e tendo seu ápice na temporada 2012-13 com o título da Copa da Inglaterra. O time foi fundado em 1932, uma data recente para o padrão dos times ingleses de futebol. Disputa a EFL League One, que corresponde a 3° divisão inglesa.
Juntamente com o Bolton criaram forte rivalidade. Ambos os clubes são da região da Grande Manchester.

## História
Wigan Athletic F.C. foi fundado em 1932 na sequência do falecimento do Wigan Borough no ano anterior. O Wigan Athletic foi a quinta tentativa de estabilizar um clube de futebol na cidade após o desaparecimento da Wigan County, Wigan United, Wigan City e a citada Wigan Borough. Springfield Park, a antiga casa do Wigan Borough, foi comprado pelo clube e foram eleitos para o Cheshire County League.
O Wigan Athletic começou bem sua história, na temporada 1933-34, terminando campeão da Cheshire League. Na temporada seguinte, o clube entrou para a FA Cup pela primeira vez, quando perdeu para o Carlisle United por 6–1 na primeira rodada da Copa, estabelecendo um recorde para a maior vitória por um clube que não era da liga sobre um clube da Liga, um recorde ainda hoje, embora tenha sido igualada em 1955 pelo Boston United, e em 1957 por Hereford United.
Em 1945, o Wigan se classificou para um campeonato diferente, a Combinação de Lancashire, e em 1950 chegou perto de se classificar para a Liga de Futebol, mas perdeu para o Scunthorpe United. Na temporada 1953-54, Wigan jogou a final da FA Cup contra o Hereford United diante de um público de 27.526 pessoas, um recorde para o clube e também para um jogo entre duas equipes que não eram da liga num campo que não da liga. Em 1961, o clube voltou para a Cheshire County League.
Em 1968, o Wigan foi membro fundador da Premier League do Norte, conhecida, a partir de 194, como Liga UniBond, que venceu na temporada 1970-71. O artilheiro, com 42 gols, incluindo 7 hatricks, foi Geoff Davies, que marcou 28 gols na temporada seguinte. Ele deixou de jogar nos Estados Unidos com Eusébio, (e contra Pelé, George Best, Marsh Rodney, e Franz Beckenbauer. Após 34 tentativas falhas de classificação, incluindo um título controverso, mas de tomada de título em 1972 para aderir à Segunda Divisão da Liga Escocesa, o Wigan se classficou para a Football League em 1978.
A primeira partida com iluminação artificial foi jogado em Springfield Park em 19 de outubro de 1966, quando o Wigan Athletic jogou com Crewe Alexandra, com a abertura oficial da iluminação artificial em 24 de outubro de 1966, contra Manchester City. O City trouxe uma equipe de força total para Springfield Park e venceu por 4-0. 

### Premier League anos: 1978-1995

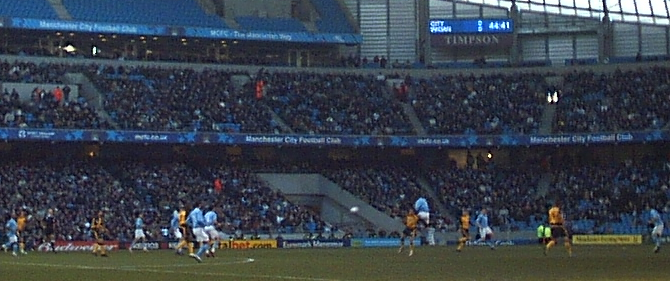
Wigan contra o Manchester City em agosto de 2006

Wigan tinham terminado em segundo lugar Premier League do Norte na temporada 1977–78, atrás vencedores Boston United. Mas, como Boston do terreno e das instalações não cumpriam os critérios para a Liga de Futebol um clube da Liga, que fez Springfield Park, Wigan foram apresentadas para a eleição para a Liga. Não houve promoção automática para a Liga de Futebol até 1987, antes, quando um clube tinha de ser "votaram fora" da Liga para permitir que uma equipe não liga para ser promovido no seu lugar. No final da temporada 1977–78, Southport acabado para baixo próximo da antiga quarta divisão, e enfrentaram-se com Wigan Athletic para seu lugar na Liga. A primeira rodada de votação terminou empate, com ambos os clubes que receberam 26 votos, mas, após um tenso re-votação Southport perdeu fora 20-29 e perdeu seu lugar na Quarta Divisão. Wigan Athletic Inglês se tornou um clube da Liga, em 2 de Junho de 1978.
No clube da primeira temporada da Liga de futebol, Wigan terminou em sexto lugar, a apenas seis pontos fora promoção em seu primeiro campeonato na frente da estação e uma multidão média de 6.701. Dois mais alto meia termina veio nos seguintes estações. Os Latics ganhou sua primeira promoção Football League em 1981–82, quando uma contagem de 91 pontos vi eles aderir à antiga Divisão Três, pela primeira vez, iniciando um feitiço 10 anos no terceiro nível de Inglês de futebol. As próximas três temporadas todos viram o Latics terminar na metade inferior da Divisão Três, mas o clube fez a sua primeira vitória pratas como um clube da Liga, em 1985, vencedor do Troféu Frete Rover. Eles foram espancados, no Norte do final da mesma competição, o Bolton Wanderers por temporada seguinte.
A temporada 1985–86 teve uma melhoria significativa na forma do clube da Liga, acabou terminando na quarta posição, em seguida, um nível recorde-clube que repousar durante 17 anos, até 2002/03. De fato, o Latics terminou a temporada apenas um ponto fora da promoção locais no final antes da época da Liga de Futebol apresenta o play-off sistema de promoção e despromoção. Wigan gerido um idêntico quarto lugar na temporada 1986/87, mas desta vez foram recompensados com a chance de competir para o último lugar na promoção do novo sistema de play-off. (Nos primeiros dois anos do sistema de play-off, equipes acabamento 3 º, 4 º e 5. Juntaram à equipe acabamento 20. Na divisão acima, para jogar para a promoção local, este foi alterado para as equipas acabamento 3o, 4o, 5o e 6. partir da temporada 1988–89). Os Latics perdido nas duas pernas semifinal para Swindon, que passou a ganhar o final promoção lugar.
O quarto lugar acabamentos das safras 1985–86 e 1986–87 revelou-se a pontos altos do Wigan Athletic da primeira tarefa na Divisão 3. Para os próximos cinco anos, que terminou em meados de tabela, flertando com a descida de 1988-89 e 1989/90, até que foram relegados para a primeira e única vez na história do clube da Liga em 1992–93. Wigan terminou em 23o lugar, em meio cambalhotas atendimentos que tinha caído de médias de 3,000-4,000 em Wigan da Divisão 3 anos, para 2.593 em 1992/93. Um ano mais tarde, com o clube de volta no quarto nível do campeonato Inglês, o Latics acabado 19 - quarto de baixo - para completar a sua pior época de sempre da liga. Atendimentos cairia para um mais baixo de sempre Wigan Athletic League média de 1845 até 1995.

### Wigan na Premier League

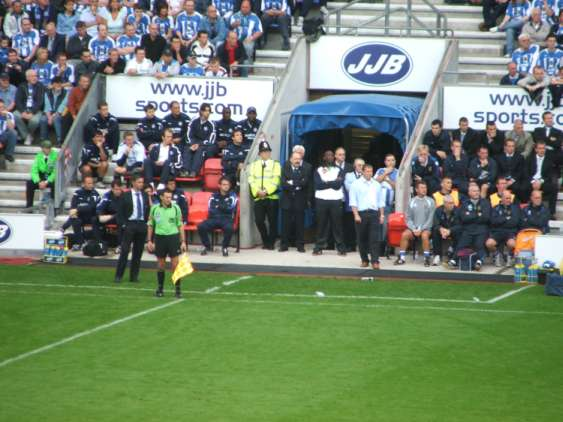
Jogo entre Wigan e Chelsea em 2005–06.

Wigan foi apenas a quarta equipe nos últimos 20 anos para ganhar a promoção para a primeira divisão pela primeira vez. O clube da primeira vez Premier League foi um jogo home jogo contra o Chelsea FC, que perdeu apenas um jogo a um minuto 94. Vencedor por Hernán Crespo. Um êxito executar seguida, e até Novembro de Wigan foi segundo na Liga. Boa campeonato foi acoplado com uma forma igualmente forte desempenho na Copa da Liga de Futebol, com a sua primeira vez Latics atingindo grande xícara final após derrotar o Arsenal em metas longe na semifinal. No final, foram derrotados 4-0 Wigan por vizinhos Manchester United. Wigan finalmente terminou a temporada em 10o lugar - o mais elevado de sempre do clube da Liga colocação. Right-back Pascal Chimbonda foi incluído no 2005-06 PFA Equipe da temporada. Wigan falhou em sua proposta para o futebol europeu e optou por não participar na Copa Intertoto da UEFA.
Durante o próximo período, muitos que tinham vendido Wigan estrelou em sua primeira temporada na Premier League, como Jimmy Bullard esquerda para Fulham, Jason Roberts ingressou Blackburn Rovers, e Stéphane Henchoz foi liberada. Wigan interposto no alto perfil, incluindo substituições Emile Heskey, Denny Landzaat, Chris Kirkland e Antonio Valencia para tentar construir em seu sucesso Premier League debut. Após um início em meados de mesa para a temporada 2006-07, Wigan's fortunas luzes dramaticamente com oito derrotas consecutivas a partir de meados de dezembro, mas depois de prender a quebra Wigan ficou na 15. Premiership no início de Março e, finalmente, parecia estar se afastando da despromoção lamaçal. Mas uma série de derrotas e o ressurgimento da rival strugglers significava Wigan enfrentou a grave ameaça de despromoção. No último dia da temporada, Wigan 2-1 lutaram para uma vitória fora contra o Sheffield United, garantindo a sua Premiership estado para outro ano, e ao fazê-lo relegando Sheffield United para o campeonato. No dia seguinte, Paul Jewell inesperadamente demitiu como gestor; seu assistente Chris Hutchings foi nomeado como seu substituto.
Wigan Premier League da terceira campanha viu o clube a tentar estabelecer-se plenamente na divisão após uma decepcionante segunda temporada. O esquadrão jogar mudou quase inteiramente a partir da promoção-winning lado. Envelhecimento fã preferidos Arjan De Zeeuw, Matt Jackson, John Filan fez curso, juntamente com Lee McCulloch, que selou o seu sonho de passar Rangers, e Leighton Baines, que rejeitou um novo contrato e assinado por sua infância equipe Everton. Tito espinheiro, ex-Chelsea defensor Mario Melchiot, Jason Koumas (por £ 5,3 milhões) e muito viajado atacante Marcus Bent estavam entre os jogadores trazidos Melchiot polegadas foi instalado como o novo clube capitão. Para a temporada 2007-08, Wigan's home camisa retornou ao clube tradicional de listras azul e branca, tendo sido azul com mangas brancas em 2006-07. A distância se tornou camisa branca com ardósia caimento, com ardósia calções e meias ardósia. Um kit com ardósia cinzenta terceiro azul royal guarnição também foi introduzida.
A temporada 2007-08 começou bem para o Wigan, no topo da Premier League após quatro jogos pela primeira vez em sua história. Wigan fortes do início viu Emile Heskey recordou à Esquadra Inglaterra pela primeira vez desde 2005. Ele se tornou o primeiro jogador a representar Inglaterra Wigan, enquanto membro de pleno direito do plantel (Chris Kirkland ganhou sua primeira tampa enquanto, Wigan, mas foi a título de empréstimo de Liverpool na época). No entanto, Heskey quebrou o pé imediatamente após a sua chamada Inglaterra-up, e estava fora ferido por seis semanas. O clube da Liga posição posteriormente se agravou, e na parte de trás de uma corrida de seis derrotas consecutivas Wigan mergulharam na zona da despromoção. Dave Whelan presidente tomou a decisão de demitir gerente Chris Hutchings, em 5 de novembro de 2007, após apenas 12 jogos no comando.

### Copa da Inglaterra 2013: Título histórico
No ano de 2013, o Wigan conquistou a Copa da Inglaterra,triunfando sobre o Manchester City por 1–0 no Estádio de Wembley com o gol do Ben Watson aos 46 minutos do segundo tempo, garantindo o título inédito em sua história.Garantindo uma vaga na UEFA Europa League de 2013-14.

### Título e rebaixamento
Logo após o título perdeu para o Arsenal fora de casa por goleada de 4–1 e foi rebaixado para a segunda divisão do campeonato inglês após oito anos na divisão de elite.
No ano de 2015 o Wigan Athletic sofreu um duro golpe. A equipe foi rebaixada para a terceira divisao do futebol inglês com a segunda pior campanha da segunda divisão inglesa.

## Estádio
O DW Stadium, anteriormente conhecido como JJB Stadium, tem capacidade para 25,138, e faz parte do complexo de Robin Park. Onde a equipe manda seus jogos desde a temporada 1999-00. O Wigan divide o estádio com a equipa de Rugby Wigan Warriors. O estádio custou £ 30 milhões para a construção. Anteriormente, a casa do clube era o Springfield Park.
O récorde de público no DW Stadium para jogos do Wigan Athletic é de 25.133 para um jogo contra o Manchester United em 11 de maio de 2008.

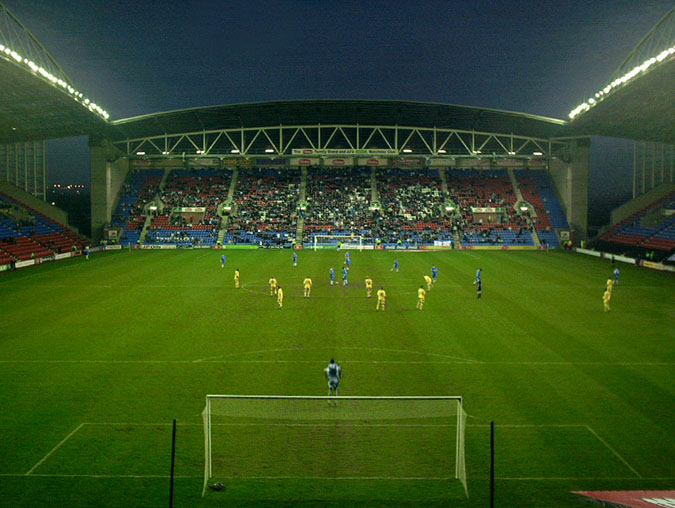
Jogo entre Chelsea e Wigan
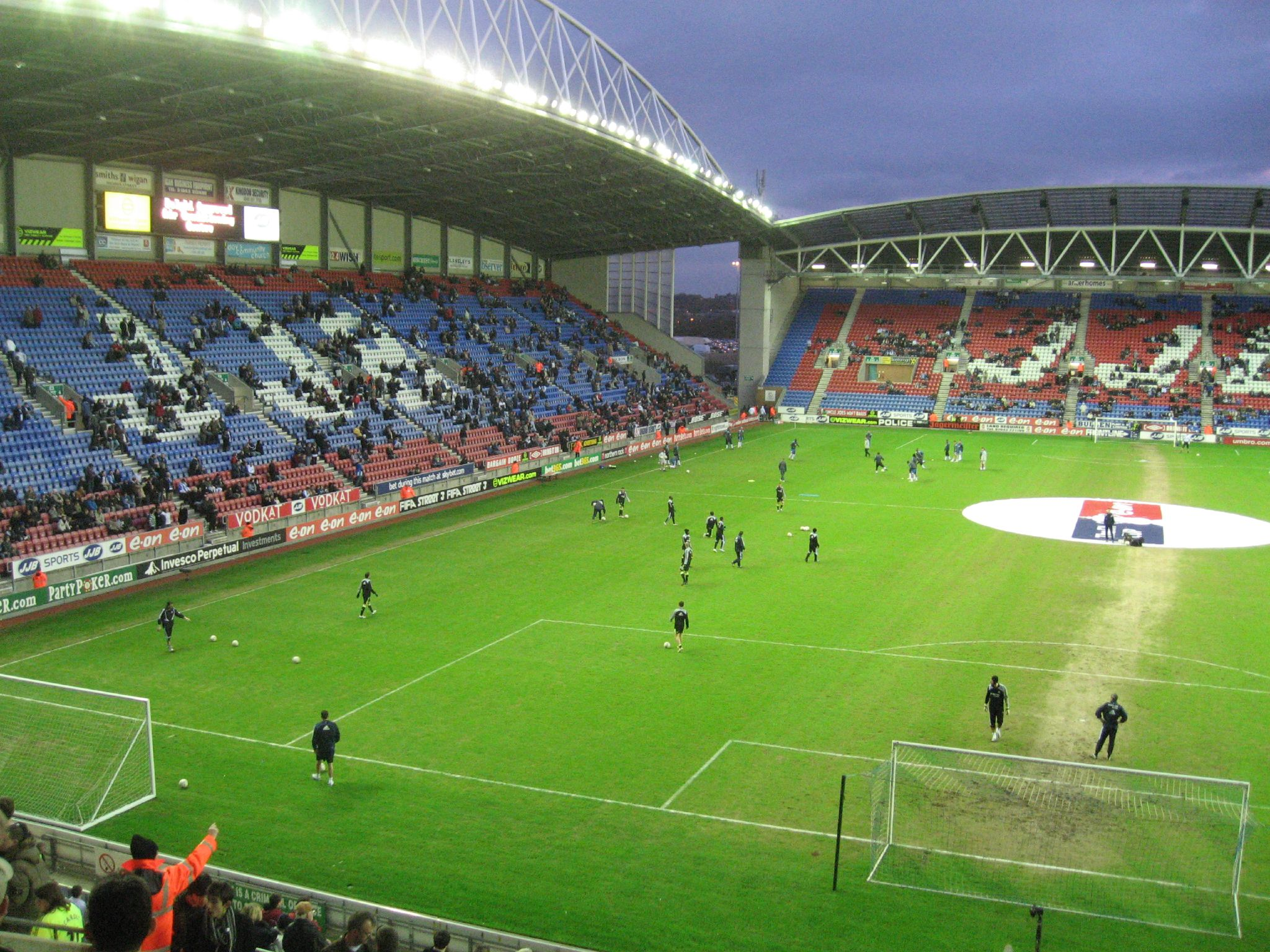
DW Stadium

## Títulos
| Nacionais  | Nacionais                      | Nacionais | Nacionais                          |
|            | Competição                     | Títulos   | Temporadas                         |
| ---------- | ------------------------------ | --------- | ---------------------------------- |
|            | Copa da Inglaterra             | 1         | 2012-13                            |
| Inglaterra | Campeonato Inglês - 3ª Divisão | 4         | 2002-03, 2015-16, 2017-18, 2021-22 |
| Inglaterra | Campeonato Inglês - 4ª Divisão | 1         | 1996-97                            |
| Inglaterra | EFL Troféu                     | 2         | 1984-85, 1998-99                   |